# Den siste samurajen
Den siste samurajen (engelska: The Last Samurai) är en amerikansk-japansk film från 2003 i regi av Edward Zwick, med Tom Cruise, Ken Watanabe och Billy Connolly i rollerna. Filmen handlar om den amerikanske soldaten Nathan Algren (spelad av Tom Cruise), vars personliga och känslomässiga konflikter leder honom i nära kontakt med samurajer under Meijirestaurationen i kejsardömet Japan under 1876 och 1877.

## Historiska förebilder
Filmens handling är löst baserad dels på Satsumaupproret, som leddes av Saigō Takamori under 1877, dels  på berättelsen om Jules Brunet, en fransk kapten i den här som kämpade tillsammans med Enomoto Takeaki i Boshinkriget. De historiska roller, som ankom på Storbritannien, Tyskland och Frankrike i Japans förvästligande, har i filmen lagts på USA, och karaktärena i filmen har förenklats (jämfört mot verkligheten) med tanke på handlingen. Trots att den inte är en godtagbar källa till historisk information, så illustrerar filmen flera betydelsefulla tilldragelser i Japans historia.

## Handling
Nathan Algren (Tom Cruise) är en respekterad kapten i USA:s armé, som deltagit i många stora strider, bland andra mot de fruktade indianerna. Hans dåliga samvete plågar honom för alla liv han har tagit och därför tar han ofta till flaskan. Av folket anses han som en hjälte, men han vägrar att inse och godta detta.
Men nu kallas han in av den japanske kejsaren för att träna upp landets nya armé i moderna amerikanska stridstekniker. De flesta är bönder och hantverkare, som nu ska tränas upp, men som aldrig tidigare hållit i ett gevär. Dessa ska ställas att kämpa mot de grymma och fruktade samurajer, som ännu inte vill finna sig i den nya ordningen.
Plötsligt tvingas den ofärdiga armén ut i strid mot den värsta samuraj-klanen under ledning av generalen Katsumoto, vilka går till anfall. I denna strid blir Nathan till slut attackerad av en högt uppsatt samuraj, mot vilken han med sina sista krafter lyckas rikta en dödande stöt. Han blir i stället tillfångatagen och förs till deras by, från vars läge han inte kan fly. Där tvingas han att acceptera sitt liv som fånge. Han bor i Takas hus. Taka var fru till den samuraj han dödade. 
Han får en djup inblick i och fascineras allt mer av samurajernas liv och börjar fundera på vilken sida han ska ställa sig. När Katsumoto lovas fri lejd till Tokyo, följer han med som dennes bundsförvant.
Till slut blir det ett sista fältslag och han väljer då att stödja traditionalisternas sida.

## Om filmen
Filmen nominerades till fyra Oscar för bästa ljud, bästa scenografi, bästa kostym och bästa manliga biroll (Ken Watanabe).

## Tagline
- In the face on an enemy, in the Heart of One Man, Lies the Soul of a Warrior.

## Rollista
| Tom Cruise            | – Nathan Algren                                        |
| Ken Watanabe          | – Moritsugu Katsumoto, rebellisk samuraj               |
| Billy Connolly        | – Zebulon Gant                                         |
| Timothy Spall         | – Simon Graham, brittisk tolk, fotograf och författare |
| Hiroyuki Sanada       | – Ujio                                                 |
| Shin Koyamada         | – Nobutada, Katsumotos son                             |
| William Atherton      | – Winchester Rep                                       |
| Ray Godshall Sr.      | – Convention Hall Attendee                             |
| Tony Goldwyn          | – Överste Bagley                                       |
| Masato Harada         | – Omura                                                |
| Shichinosuke Nakamura | – Kejsar Meiji                                         |
| Koyuki                | – Taka, Katsumotos syster                              |
| Chad Lindberg         | – Winchester Rep Assistant                             |